# Hempstead (Essex)
Hempstead est un village et une paroisse civile de l'Essex, en Angleterre.